# Tornløs hornblad
Tornløs hornblad (Ceratophyllum submersum) er en urteagtig vandplante med kransstillede, 2-4 gange gaffeldelte, trådformede blade.

## Beskrivelse
Tornløs hornblad er en dækfrøet plante, som almindeligvis findes i damme, Søer, sumpe og langsomt rindende vandløb. Det er en urteagtig plante med kransstillede, 2-4 gange gaffeldelte, trådformede blade. Blomstringen foregår i juni-august og for det meste under vandet. Blomsterne er ganske små og uanselige, og de bliver bestøvet ved hjælp af vandstrømmen. Frugterne er små nødder, som er klæbrige, og som spredes ved hjælp af svømme- og vadefugle. Om vinteren danner planten overvintringsknopper.
Da planten som oftest flyder i vandet, udvikler den intet eller kun et svagt rodnet.
Den bliver op til 60 cm lang og ca. 5 cm tyk.

## Hjemsted
Tornløs hornblad er naturligt udbredt i Europa og dele af Mellemøsten. Den er knyttet til langsomt flydende, næringsrige vandløb og søer. Da mange vaandløb efterhånden bliver belastet med næringssalte, breder planten sig - ofte på bekostning af mindre krævende arter.

## Trivia
På grund af sit udseende og den høje iltproduktion anvendes den nært beslægtede, tropiske tornet hornblad (Ceratophyllum demersum) ofte i akvarier med ferskvand.

## Bemærk
"Hornblade" (flertal) bruges som navn for den ikke-beslægtede, botaniske række, Anthocerotophyta.